# Eletrocussão

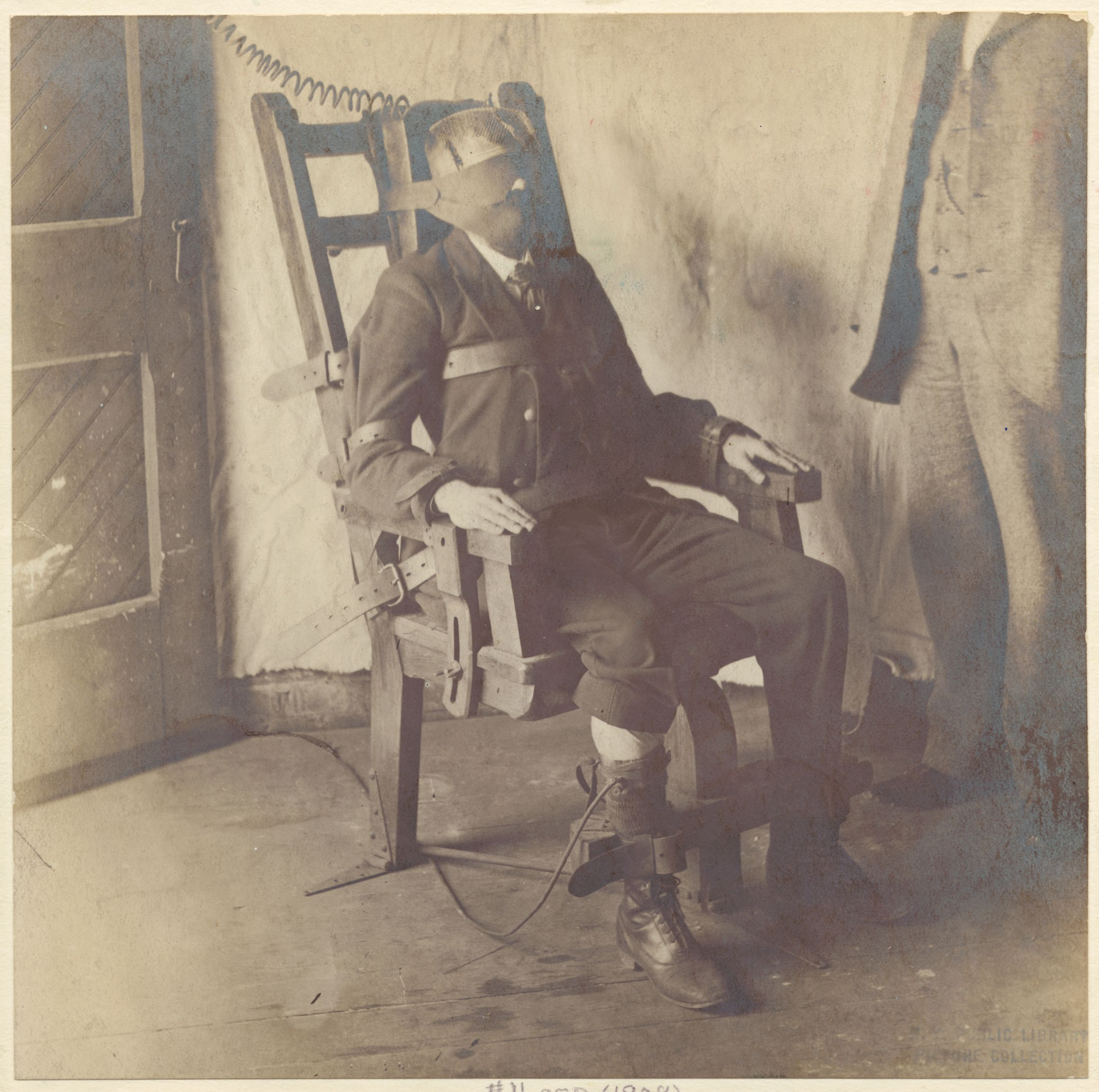
Imagem de uma Eletrocussão por cadeira elétrica (1908). Acervo biblioteca pública de Nova York.

Eletrocussão é a morte provocada pela exposição do corpo a uma carga letal de energia elétrica, como em uma cadeira elétrica. É causada pela passagem de corrente elétrica pelo corpo, principalmente pelo coração ou pelo cérebro.
A pena de morte por eletrocussão deixou de ser usada na maioria dos lugares onde já foi usada antes, por causa de alguns incidentes em que, após o choque, o condenado não havia morrido, causando imenso sofrimento.
A eletrocussão ocorrida de forma acidental recebe o nome específico de eletroplessão.

## Origens
Na Holanda, em 1746, o assistente de laboratório de Pieter van Musschenbroek, Andreas Cuneus, recebeu um choque extremo enquanto trabalhava com um frasco de leyden, o primeiro ferimento registrado por eletricidade produzida por humanos. Em meados do século 19, sistemas elétricos de alta tensão entraram em uso para alimentar a iluminação a arco para iluminação cênica teatral e faróis, levando à primeira morte acidental registrada em 1879, quando um carpinteiro de palco em Lyon, França, tocou um fio de 250 volts.
A disseminação de sistemas de iluminação pública baseados em luz de arco (que na época funcionavam a uma tensão acima de 3 000 volts) após 1880 levou muitas pessoas a morrer ao entrar em contato com essas linhas de alta tensão, um estranho fenômeno novo que parecia matar instantaneamente sem deixar marcas na vítima. Isso levaria à execução por eletricidade na cadeira elétrica no início da década de 1890 como um método oficial de pena capital no estado americano de Nova York, considerado uma alternativa mais humana ao enforcamento. Após uma morte em 1881 em Buffalo, Nova York, causada por um sistema de iluminação de arco de alta tensão, Alfred P. Southwick procurou desenvolver esse fenômeno em uma maneira de executar criminosos condenados. Southwick, um dentista, baseou seu dispositivo na cadeira odontológica.
Os nove anos seguintes viram uma promoção por Southwick, a comissão Gerry do estado de Nova York (que incluía Southwick) recomendando a execução por eletricidade, uma lei de 4 de junho de 1888 tornando-a a forma estadual de execução em 2 de janeiro de 1889, e um comitê estadual adicional de médicos e advogados para finalizar os detalhes do método usado.
A adoção da cadeira elétrica se misturou na "guerra de correntes" entre o sistema de corrente contínua de Thomas Edison e o sistema de corrente alternada do industrial George Westinghouse em 1889, quando o notável ativista anti-AC Harold P. Brown tornou-se consultor do comitê. Brown pressionou, com a ajuda e às vezes conluio da Edison Electric e do principal rival da Westinghouse, a Thomson-Houston Electric Company, para a adoção bem-sucedida de corrente alternada para alimentar a cadeira, uma tentativa de retratar a AC como uma ameaça pública e a "corrente dos carrascos".

### Etimologia

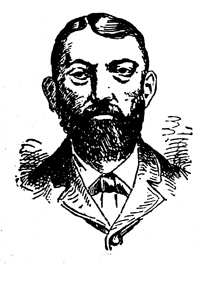
William Kemmler

Em maio de 1889, o estado de Nova York condenou seu primeiro criminoso, um comerciante de rua chamado William Kemmler, a ser executado em sua nova forma de pena capital. Os jornais tabloides, tentando descrever essa nova forma de execução elétrica, começaram a se estabelecer em "eletrocussão", uma palavra derivada de "eletro" e "execução". Não era a única escolha de palavra que as pessoas estavam considerando. A coluna editorial do New York Times observou palavras como "Westinghouse d" (em homenagem ao equipamento de corrente alternada Westinghouse Electric que seria usado), "Gerry cide" (em homenagem a Elbridge Thomas Gerry, que chefiou a comissão de pena de morte de Nova York que sugeriu a adoção da cadeira elétrica) e "Brown ed" (em homenagem ao ativista anti-AC Harold P. Brown). Thomas Edison preferiu as palavras dynamort, ampermort e electromort. O New York Times odiava a palavra eletrocussão, descrevendo-a como sendo impulsionada por "ignorantes pretensiosos".

## Aspectos médicos
Fish & Geddes afirmam: "Contato com 20 mA de corrente pode ser fatal".
O perigo para a saúde de uma corrente elétrica que flui através do corpo depende da quantidade de corrente e do período de tempo pelo qual ela flui, não apenas da tensão. No entanto, uma alta tensão é necessária para produzir uma alta corrente através do corpo. Isso se deve à resistência relativamente alta da pele quando seca, exigindo uma alta voltagem para passar. A gravidade de um choque também depende se o caminho da corrente inclui um órgão vital.
A morte pode ocorrer a partir de qualquer choque que carregue corrente sustentada suficiente para parar o coração. Correntes baixas (70-700 mA) geralmente desencadeiam fibrilação no coração, que é reversível via desfibrilador, mas é quase sempre fatal sem ajuda. Correntes tão baixas quanto 30 mA AC ou 300–500 mA DC aplicadas à superfície corporal podem causar fibrilação. Grandes correntes (> 1 A) causam danos permanentes através de queimaduras e danos celulares.